# N4
A estrada Nacional nº 4, mais conhecida pelo seu prefixo N4 e por vezes equivocadamente por EN-4, é uma rodovia do tipo transversal moçambicana, que atravessa o sul do país de leste a oeste. Segundo as disposições da rede de estradas moçambicanas, liga a cidade de Maputo, a capital nacional, à vila de Ressano Garcia, na fronteira África do Sul-Moçambique.
É uma das mais importantes rodovias moçambicanas, com 96,8 km de extensão, atravessando algumas das mais industrializadas áreas do território nacional, sendo pelo menos duas capitais provinciais, a saber: Maputo e Matola. Dá acesso ao maior dos seis grandes portos da nação (Porto de Maputo-Matola), ainda servindo de conexão aos caminhos de ferro de Ressano Garcia, Goba e Limpopo..
Ao oeste sua continuação se dá pela rodovia sul-africana de mesmo prefixo, a Rota Nacional 4 (N4); as N4's moçambicana e sul-africana fazem parte do chamado "Corredor Trans-Calaári", uma rede rodoviária de integração proposta pela Comunidade de Desenvolvimento da África Austral. A nível moçambicano, está inserida no "Corredor de Maputo".
Seu trecho entre Matola e Ressano Garcia está concedido à iniciativa privada, gerido pela empresa sul-africana Trac.